# 张佳平
张佳平（1975年9月8日—），是已退役的中国足球运动员，司职中锋。
张佳平最初在上海队时经常与同年的谢晖相提并论，两个人都是司职前锋，身高相仿，都以头球见长，而且速度、技术都比较出众。1992年两人一起被选入上海二队，1994年又一起进入上海申花的阵容。但是张佳平却没有能够通过中国足协的体能测试，一年无球可踢，次年被交换到了上海大顺，而且几乎从此一蹶不振，再也没有出色的表现。几年后他曾经申请去香港踢球，但是由于当时中国足球的体制而无法成行，最终不得不提前退役。
退役后据报道张佳平选择到苏格兰打工。
1. ↑  . 东方体育日报. 2005-09-06  [2008-12-19]. （原始内容存档于2012-07-18）.